# Стави Кіровоградської області
Стави Кіровоградської області — стави, які розташовані на території Кіровоградської області (в адміністративних районах і басейнах річок).
На території Кіровоградської області налічується — 2761 ставків, загальною площею понад — 17896 га, об'ємом — 205,1 млн м³.

## Загальна характеристика
Територія Кіровоградської області становить 24,6 тис. км² (4,1% площі України).
Гідрографічна мережа належить до басейнів двох основних річок України — Південного Бугу  та  Дніпра, на басейни яких припадає відповідно 63 та 37 % території області.
Середні річки в басейні Південного Бугу – Інгул, Синюха з притоками Велика Вись, Ятрань, Чорний Ташлик; середні річки басейну Дніпра – Тясмин, Інгулець. 
Ставки використовуються переважно для комплексних цілей, а також окремо для риборозведення, зрошення. 
Найбільше ставків у Бобринецькому (293 шт.), Новоукраїнському (251 шт.), Голованівському (248 шт.) районах. 
Майже 50 % ставків Кіровоградської області використовуються на умовах оренди.

## Наявність ставків у межах адміністративно-територіальних районів та міст обласного підпорядкування Кіровоградської області[1]
| Район, місто       | Кількість ставків, шт. | Площа ставків, га | Об'єм ставків, млн м³ | В оренді, шт. | В оренді, га |
| ------------------ | ---------------------- | ----------------- | --------------------- | ------------- | ------------ |
| Благовіщенський    | 186                    | 781               | 7,9                   | 114           | 408          |
| Бобринецький       | 293                    | 1404              | 15,7                  | 74            | 456          |
| Вільшанський       | 54                     | 206               | 2,5                   | 22            | 136          |
| Гайворонський      | 79                     | 326               | 3,9                   | 58            | 217          |
| Голованівський     | 248                    | 556               | 6,7                   | 132           | 417          |
| Добровеличківський | 136                    | 663               | 7,9                   | 49            | 232          |
| Долинський         | 166                    | 891               | 10,7                  | 93            | 498          |
| Знам'янський       | 103                    | 934               | 11,2                  | 53            | 418          |
| Компаніївський     | 145                    | 642               | 7,9                   | 75            | 461          |
| Кропивницький      | 132                    | 1271              | 12,8                  | 73            | 375          |
| Маловисківський    | 151                    | 1100              | 12,1                  | 63            | 439          |
| Новгородківський   | 72                     | 659               | 7,9                   | 51            | 451          |
| Новоархангельський | 167                    | 592               | 7,1                   | 37            | 245          |
| Новомиргородський  | 92                     | 800               | 9,2                   | 55            | 387          |
| Новоукраїнський    | 251                    | 1138              | 14,2                  | 131           | 584          |
| Олександрівський   | 94                     | 999               | 13,8                  | 53            | 536          |
| Олександрійський   | 100                    | 979               | 11,7                  | 70            | 681          |
| Онуфріївський      | 59                     | 1638              | 15,6                  | 18            | 979          |
| Петрівський        | 75                     | 737               | 7,0                   | 35            | 391          |
| Світловодський     | 68                     | 837               | 10,1                  | 38            | 646          |
| Устинівський       | 72                     | 577               | 7,3                   | 25            | 312          |
| м. Кропивницький   | 3                      | 36                | 0,7                   | -*            | -            |
| м. Знам'янка       | 7                      | 19                | 0,3                   | 6             | 10           |
| м. Олександрія     | 8                      | 111               | 0,9                   | 4             | 53           |
| Разом              | 2761                   | 17896             | 205,1                 | 1329          | 9332         |

Примітка: -* — в оренді немає.

## Наявність ставків у межах основнихрайонів річкових басейнівна території Кіровоградської області[1]
| Район річкового басейну       | Кількість ставів, шт. | Площа ставів, га | Об'єм ставів, млн м³ | В оренді, шт. | В оренді, га |
| ----------------------------- | --------------------- | ---------------- | -------------------- | ------------- | ------------ |
| Дніпра, у тому числі          | 637                   | 6889             | 78,7                 | 331           | 4055         |
| р. Інгулець                   | 502                   | 4443             | 51,3                 | 279           | 2480         |
| Південного Бугу, у тому числі | 2124                  | 11007            | 126,4                | 998           | 5277         |
| р. Інгул                      | 749                   | 5108             | 62,2                 | 344           | 2389         |
| р. Синюха                     | 936                   | 4360             | 48,7                 | 422           | 1947         |
| Разом                         | 2761                  | 17896            | 205,1                | 1329          | 9332         |

У межах району річкового басейну Південного Бугу розташовано 77% ставків Кіровоградської області та 23% — у межах району річкового басейну Дніпра.